# Ом (јединица)
Ом је СИ изведена јединица електричног отпора (изведена од ампера и вата). Симбол је грчко велико слово омега (Ω). Ом је добио име по Георгу Ому, немачком физичару који је открио везу између напона и јачине струје, изражену у Омовом закону.
По дефиницији из Омовог закона, справа има отпор од једног ома ако напон од једног волта изазива струју од једног ампера да тече (R = V/I). Исто тако, справа која троши један ват снаге са једним ампером струје која тече кроз ту справу има отпор од једног ома (R = P/I2).
Мера у омима је реципрочна мери у сименсима, СИ јединици електричне проводности. Реципрочна вредност ома се такође зове мо, од ома написаног уназад.
Комплексна количина импедансе је генерализација отпора. Њен реални део је отпор, а имагинарни реактанса. Ради правилности, импеданса, отпор и реактанса имају јединицу ом.
Ом се од 1990. године одржава интернационално помоћу квантног Хол ефекта, где се користи конвенцијом утврђена вредност за фон Клицингову константу  установљену на осамнаестој Генералној конференцији тежина и мера као
R{K-90} = 25812,807 Ω.

## Дефиниција
Ом се дефинише као електрични отпор између две тачке проводника када је константна разлика потенцијала од једног волта, примењена на ове тачке, производи у проводнику струју од једног ампера, при чему проводник није седиште ниједне електромоторне силе.
{\displaystyle \Omega ={\dfrac {\text{V}}{\text{A}}}={\dfrac {1}{\text{S}}}={\dfrac {\text{W}}{{\text{A}}^{2}}}={\dfrac {{\text{V}}^{2}}{\text{W}}}={\dfrac {\text{s}}{\text{F}}}={\dfrac {\text{H}}{\text{s}}}={\dfrac {{\text{J}}{\cdot }{\text{s}}}{{\text{C}}^{2}}}={\dfrac {{\text{kg}}{\cdot }{\text{m}}^{2}}{{\text{s}}{\cdot }{\text{C}}^{2}}}={\dfrac {\text{J}}{{\text{s}}{\cdot }{\text{A}}^{2}}}={\dfrac {{\text{kg}}{\cdot }{\text{m}}^{2}}{{\text{s}}^{3}{\cdot }{\text{A}}^{2}}}}
у којој се појављују следеће јединице: волт (V), ампер (A), сименс (S), ват (W), секунда (s), фарад (F), хенри (H), џул (Ј), кулон (C), килограм (kg) и метар (m).
Након редефинисања основних јединица СИ из 2019. године, у којој су ампер и килограм редефинисани у смислу основних константи, на ом утиче веома мало скалирање у мерењу.
У многим случајевима отпор проводника је приближно константан унутар одређеног опсега напона, температура и других параметара. Они се називају линеарним отпорницима. У другим случајевима отпор варира, као на пример у случају термистора, који показује снажну зависност његовог отпора од температуре.
У енглеском језику самогласник јединица са префиксом kiloohm и megaohm се обично изоставља, производећи kilohm и megohm.

## Историја
Брзи успон електротехнологије у последњој половини 19. века створио је захтев за рационалним, кохерентним, доследним и међународним системом јединица за електричне величине. Телеграфистима и другим раним корисницима електричне енергије у 19. веку је била потребна практична стандардна јединица мере за отпор. Отпор се често изражавао као вишекратник отпора стандардне дужине телеграфских жица; различите агенције су користиле различите основе за стандард, тако да јединице нису биле лако заменљиве. Тако дефинисане електричне јединице нису биле кохерентан систем са јединицама за енергију, масу, дужину и време, што је захтевало да се фактори конверзије користе у прорачунима који повезују енергију или снагу са отпором.
Предложени су различити стандарди артефаката као дефиниција јединице отпора. Године 1860. Вернер Сименс (1816–1892) објавио је предлог за поновљив стандард отпорности у Погендорфовом Аналима физеке и хемије. Он је предложио стуб од чисте живе, пресека једног квадратног милиметра, дужине један метар: Сименсова јединица живе. Међутим, ова јединица није била кохерентна са другим јединицама. Један од предлога је био да се осмисли јединица заснована на живином стубу која би била кохерентна – заправо да се прилагоди дужина како би отпор био један ом. Нису сви корисници јединица имали ресурсе за извођење метролошких експеримената са потребном прецизношћу, тако да су били потребни радни стандарди који су појмовно засновани на физичкој дефиницији.
Године 1861, Латимер Кларк (1822–1898) и сер Чарлс Брајт (1832–1888) представили су рад на састанку Британске асоцијације за унапређење науке у коме су предложили да се успоставе стандарди за електричне јединице и предложили називе за ове јединице изведене из имена еминентних филозофа, 'Ома', 'Фарада' и 'Волте'. BAAS је 1861. именовао комисију укључујући Максвела и Томсона да извештава о стандардима електричног отпора. Њихови циљеви су били да осмисле јединицу погодне величине, као део комплетног система за електрична мерења, кохерентну са јединицама за енергију, стабилну, поновљиву и засновану на француском метричком систему. У трећем извештају комитета, 1864, јединица отпора се помиње као „јединица Б.А., или Омад“. До 1867. јединица се називала једноставно ом.
B.A. ом је требало да буде 109 ЦГС јединица, али је због грешке у прорачунима дефиниција била за 1,3% премала. Грешка је била значајна за припрему радних стандарда.
Дана 21. септембра 1881, Congrès internationale des électriciens (међународна конференција електричара) дефинисала је практичну јединицу ома за отпор, на основу CGS јединица, користећи живин стуб од 1 квадратних mm у пресеку, приближно 104,9 cm дужине на 0 °C, слично апарату који је предложио Сименс.
Законски ом, поновљиви стандард, дефинисан је на међународној конференцији електричара у Паризу 1884. године као отпор живиног стуба одређене тежине и дужине 106 cm; ово је била компромисна вредност између Б.А. јединице (еквивалентно 104,7 cm), Сименсове јединице (100 cm по дефиницији) и ЦГС јединице. Иако се назива „правним“, овај стандард није усвојен ни у једном националном законодавству. „Међународни“ ом је препоручен једногласном резолуцијом на Међународном конгресу електротехнике 1893. у Чикагу. Јединица је заснована на ому једнаком 109 јединица отпора Ц.Г.С. система електромагнетних јединица. Међународни ом је представљен отпором који се нуди непроменљивој електричној струји у стубу живе константне површине попречног пресека дужине 106,3 cm, масе 14,4521 грама и 0 °C. Ова дефиниција је постала основа за правну дефиницију ома у неколико земаља. Ову дефиницију су 1908. године усвојили научни представници неколико земаља на Међународној конференцији о електричним јединицама и стандардима у Лондону. Стандард живиног стуба је одржан до Генералне конференције за тегове и мере 1948. године, на којој је ом редефинисан у апсолутним терминима уместо као стандард артефакта.